# Грешем, Томас
То́мас Гре́шем (англ. Thomas Gresham; 1519, Лондон — 21 ноября 1579) — английский купец и финансист, работавший на короля Эдуарда VI и королеву Елизавету I. Основатель Королевской биржи.

## Биография
Томас Грешем родился в Лондоне. Он был одним из сыновей в семье сэра Ричарда Грешема, у которого было два сына и две дочери. Ричард Грешем был преуспевающим лондонским купцом. Он некоторое время был лорд-мэром Лондона и за заслуги перед королём Генрихом VIII получил рыцарское звание. Ричард хотел, чтобы Томас также стал купцом, и тем не менее отправил сына в колледж Гонвиля и Кая (Gonville and Caius College) в Кембридже. Неизвестно, как долго Томас там находился, но до или после этого он идёт в ученики к своему дяде сэру Джону Грешему, тоже купцу, который основал школу Грешема в городе Холт (графство Норфолк) в 1555 году. Там он получил удостоверение о том, что находился в ученичестве в течение восьми лет.
В 1543 году 24-летний Грешем вступил в лондонскую купеческую корпорацию и в том же году отправился в Нижние земли (ныне территория Нидерландов), где выступал в роли купца от своего имени, а также имени отца и дяди. Грешем также выступал в роли агента короля Генриха VIII. В 1544 году он женился на Энн Фернли, вдове лондонского купца Уильяма Рида, но, несмотря на это, большую часть времени проживал в Нижних землях, в центре Антверпена (ныне Бельгия), где с успехом играл на рынке.
Грешем умер внезапно (возможно, от инсульта), 21 ноября 1579 года. Его единственный сын умер ещё при его жизни, а незаконнорождённая дочь Анна вышла замуж за сэра Натаниэля Бэкона (1546—1622), местного политика и единокровного брата Фрэнсиса Бэкона.

### Завещание
Томас Грешем завещал большую часть своего имущества потомкам, а доходы от помещений биржи и его дома в Лондоне завещал Лондонской городской корпорации и Благочестивой купеческой компании с целью создания колледжа, в котором семь профессоров должны были читать лекции по астрономии, геометрии, физике, праву, богословию, риторике, музыке.
Колледж Грешема был создан в 1597 году и стал первым высшим учебным заведением в Лондоне.

## Галерея

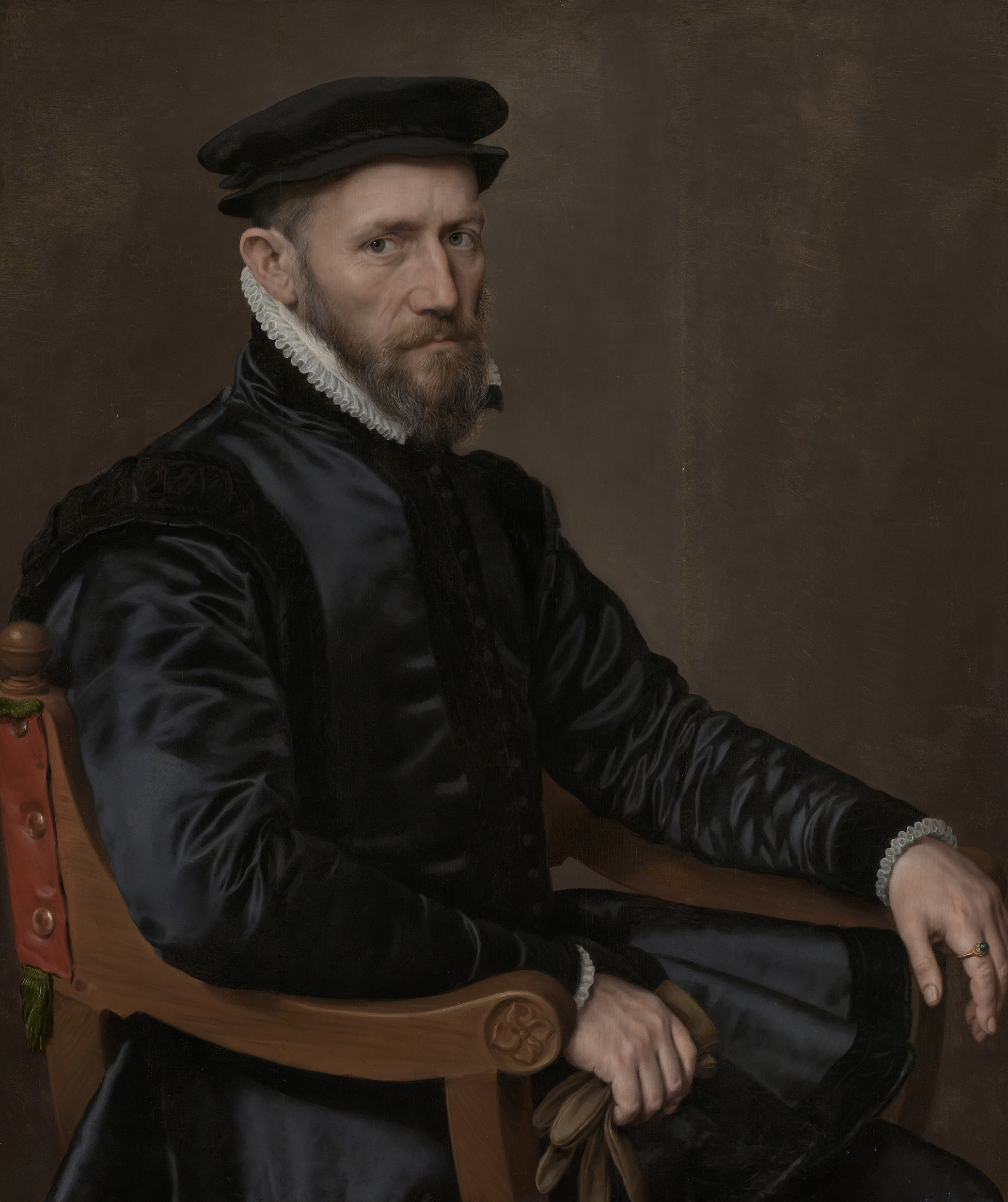
Томас Грешем
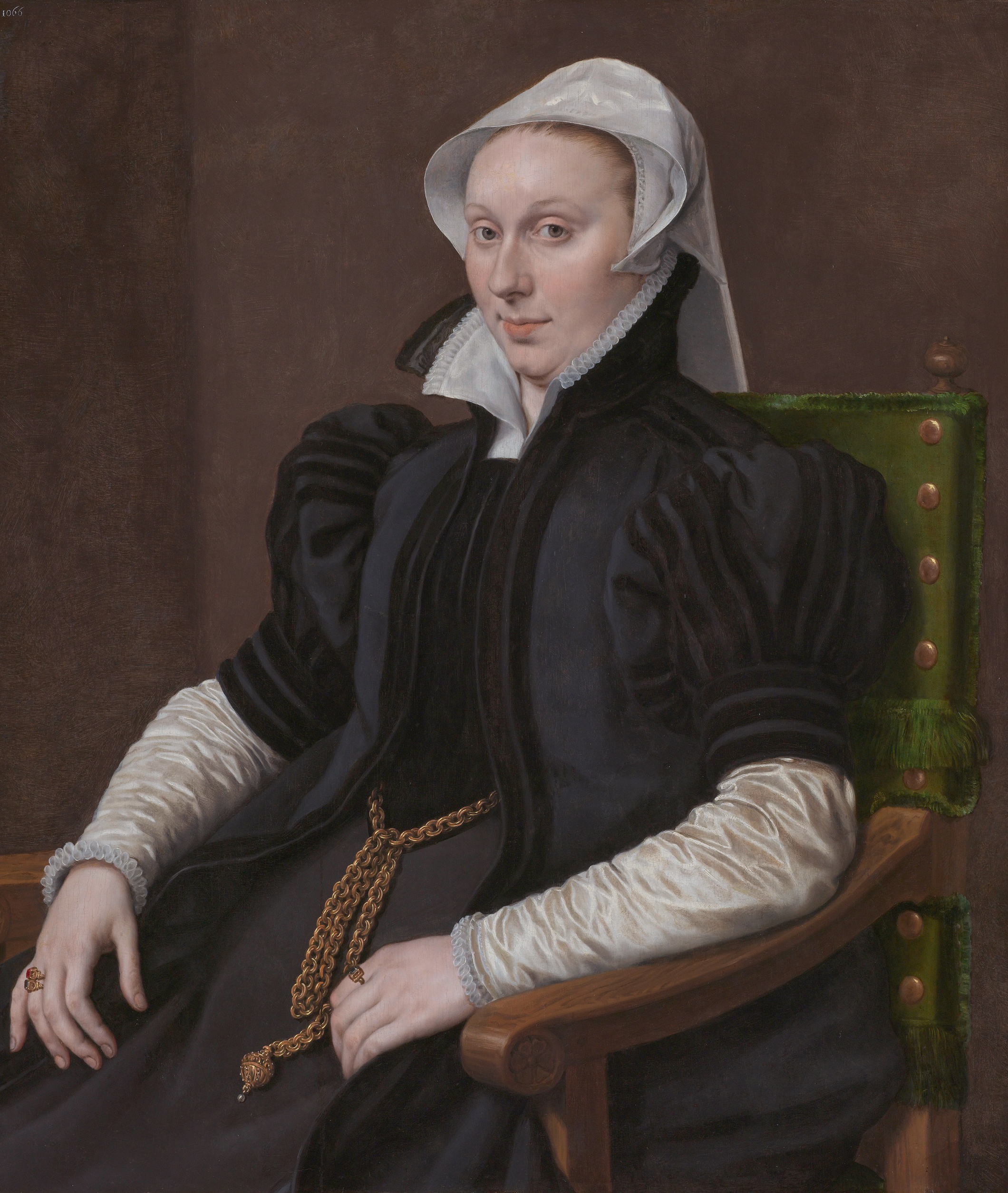
Энн Фернли
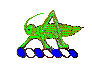
Кузнечик Грешема
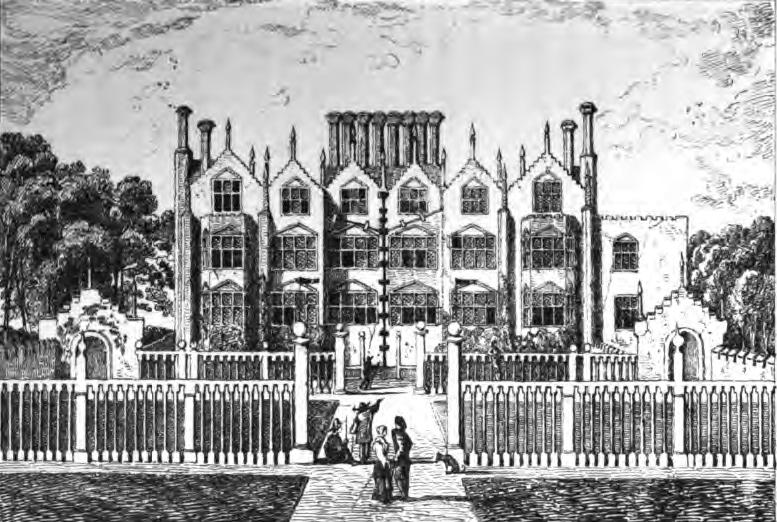
Интвуд Хол, возле Нориджа, одна из резиденций Грешема
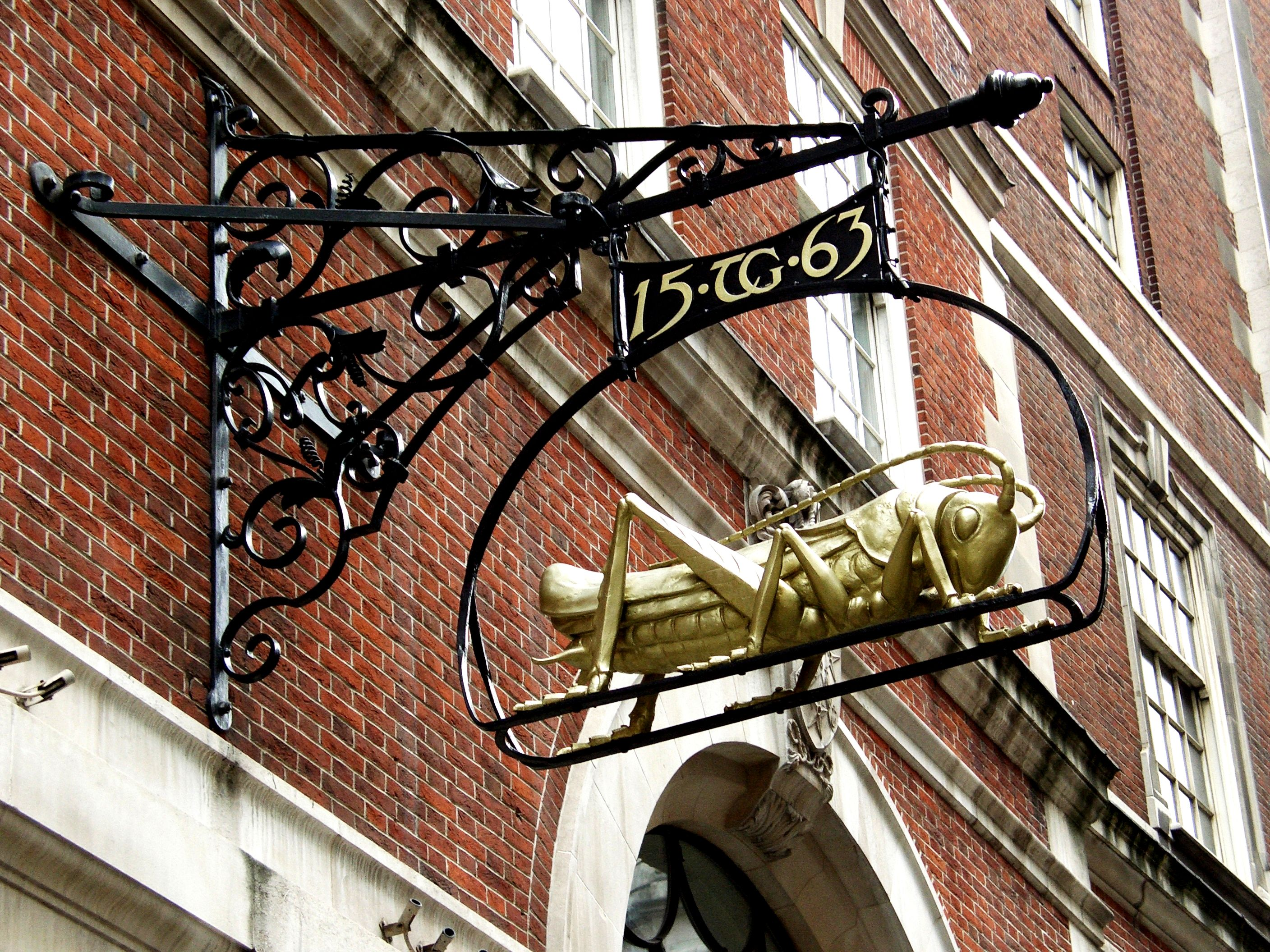
Инициалы Грешема и его герб в виде золотого кузнечика Ломбард стрит (Лондон)